# Baceysus pretiosus
Genre
Genre
Baceysus pretiosus, seule représentant du genre Baceysus, est une espèce de coléoptères de la famille des Staphylinidae et de la sous-famille des Pselaphinae.

## Répartition et habitat
Cette espèce est décrite du Sri Lanka.

## Taxinomie
L'espèce est décrite en 2001 par les entomologistes Ivan Löbl et Sergey A. Kurbatov, et est la seule de son genre en 2020.